# 清福德站
清福德站（英語：Chingford railway station）是伦敦地上铁李河谷線清福德支线的一座车站，位于倫敦的沃爾瑟姆森林區，属于第5收费区。本站的列车為每小時4班。

## 歷史
1873年，本站開通，為保護附近的森林，沒有經本站繼續延伸的計劃，延伸方式由巴士代替。1878年，站舍建成，並使用至今。本站的相鄰區間已於1950年代末電氣化。英国铁路305型电力动车组则在1960年11月12日开始于此站运行，后来换成英国铁路302型电力动车组和英国铁路304型电力动车组。2015年5月31日，車站管理權由大盎格利亞移交至倫敦地上鐵。

## 车站图片

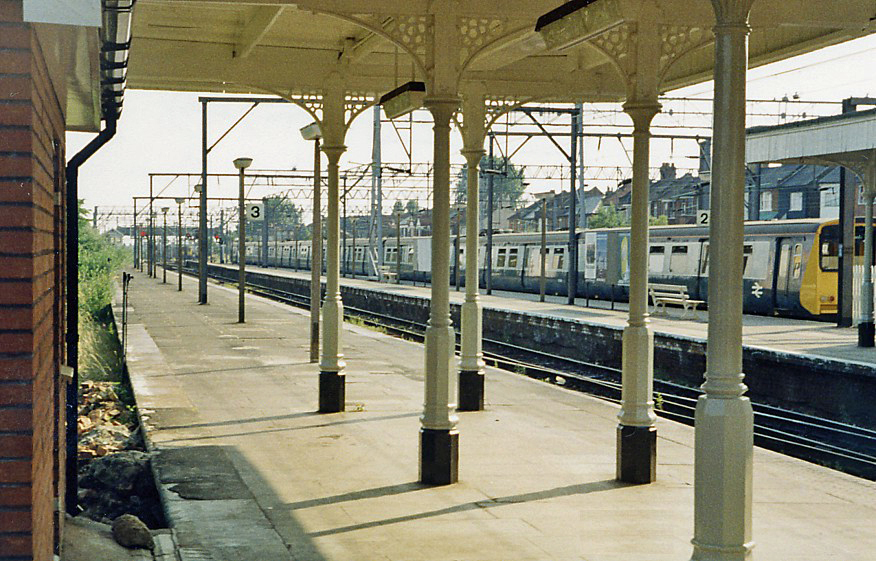
车站站内
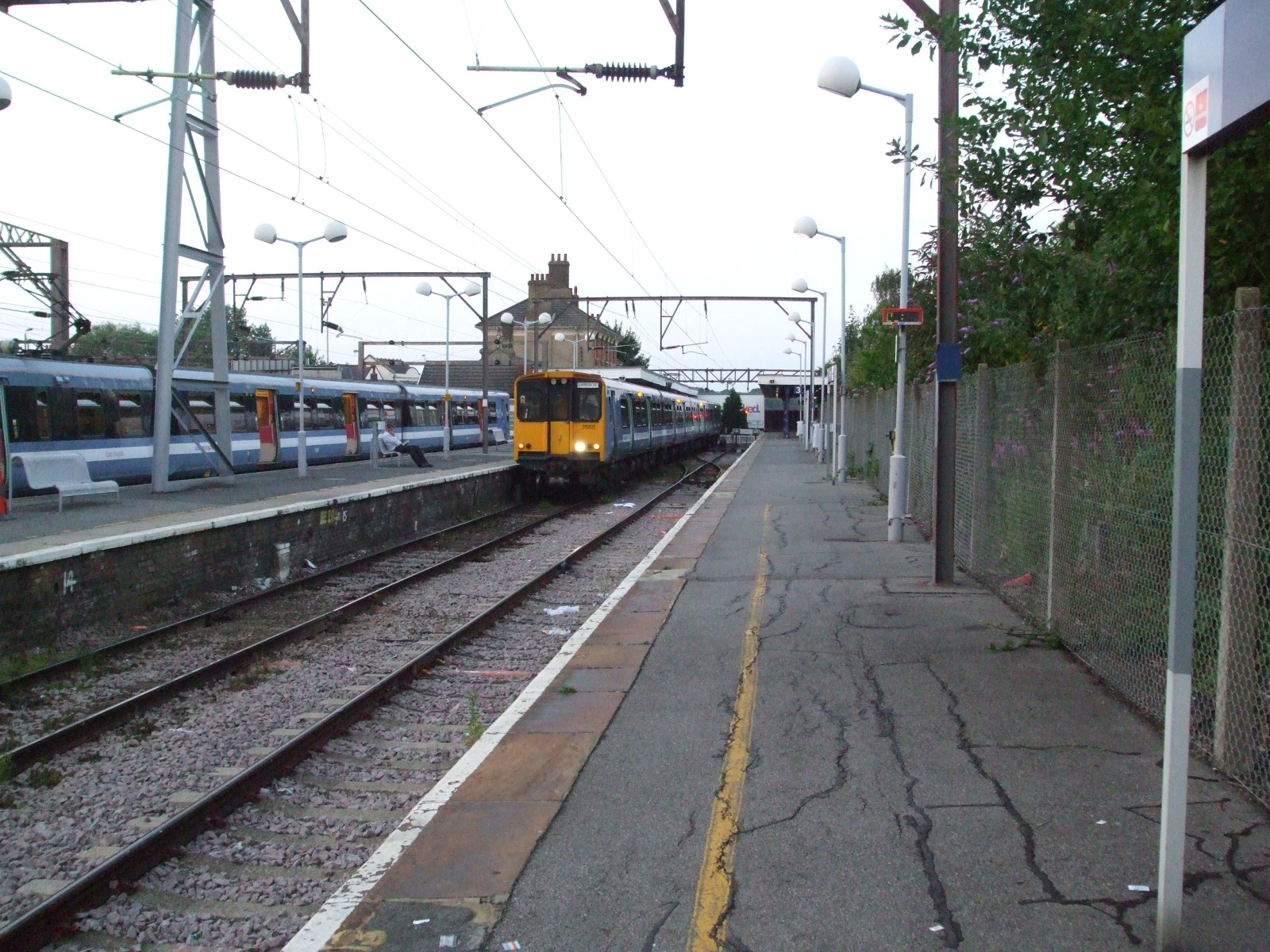
自2、3站台向北看
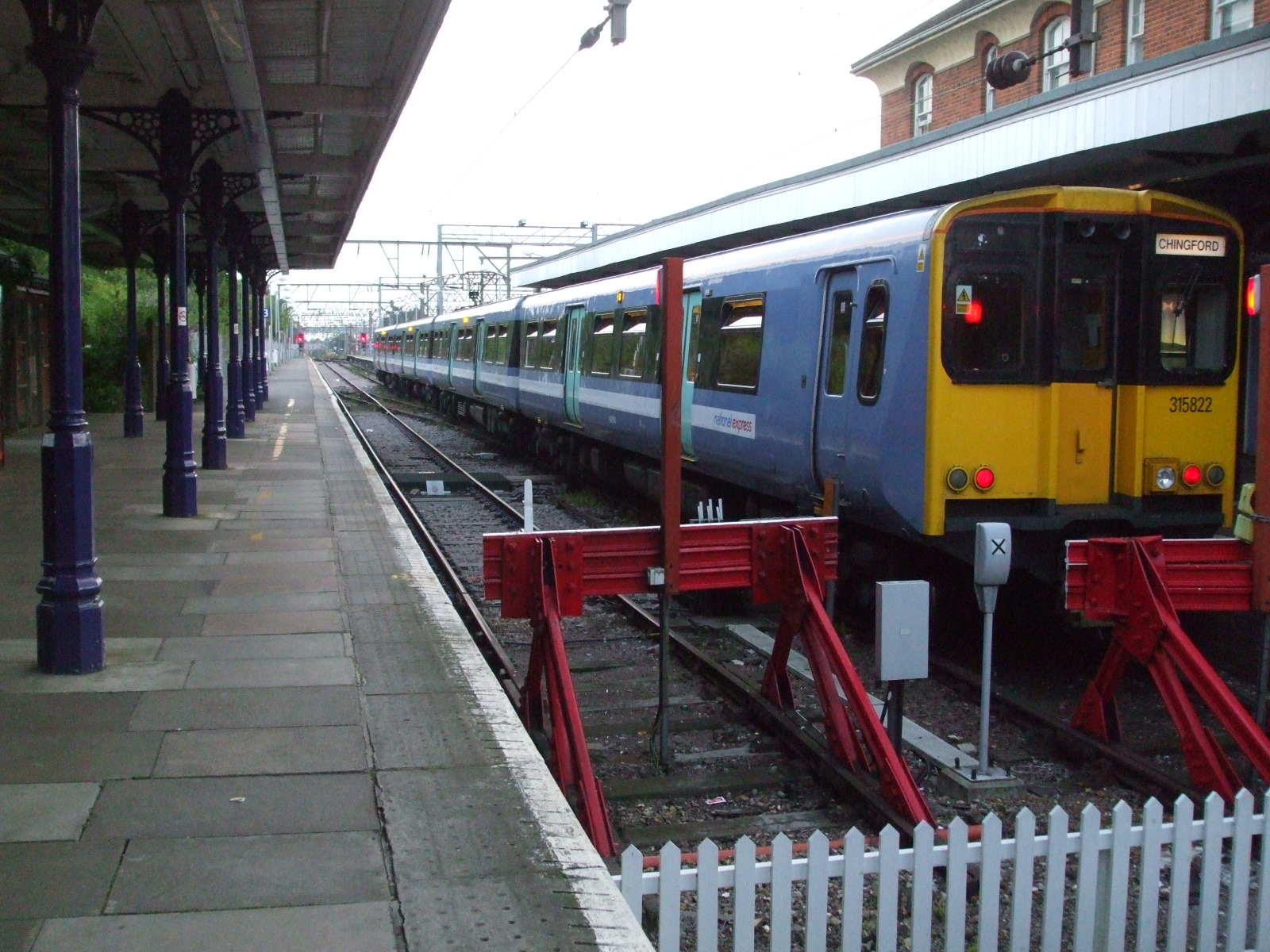
自2、3站台向南看
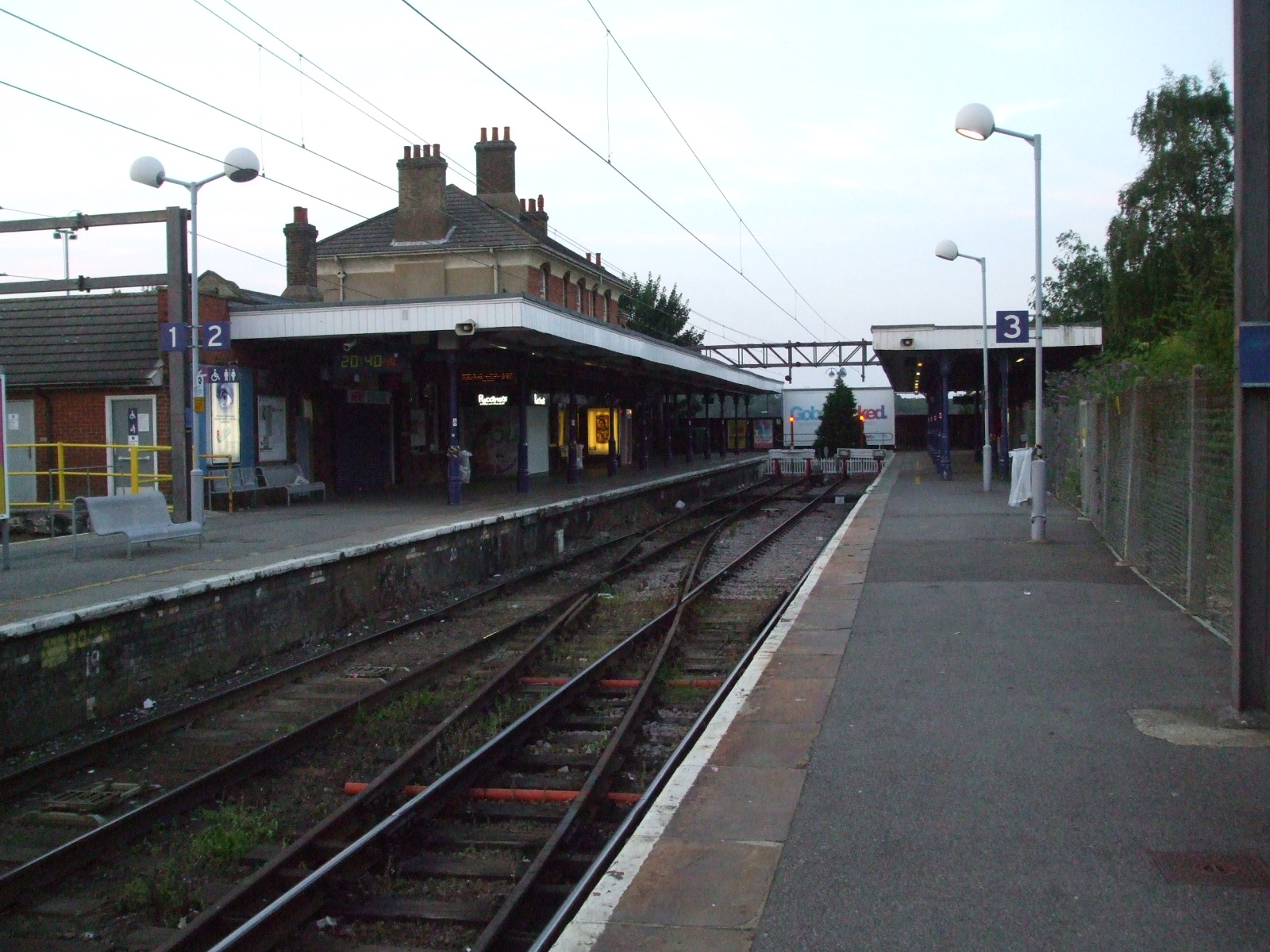
北行站台的尾端
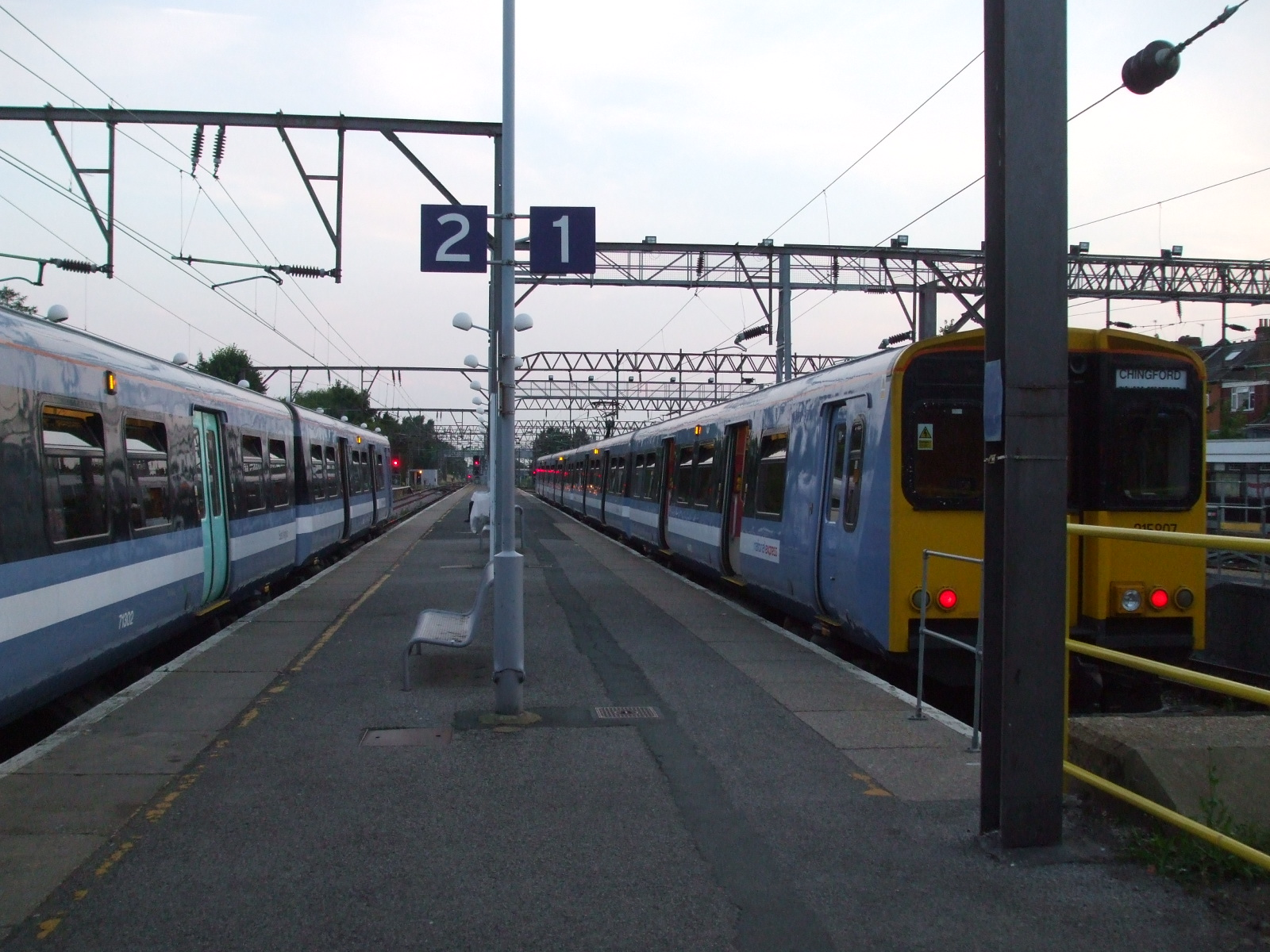
自1、2站台向南看
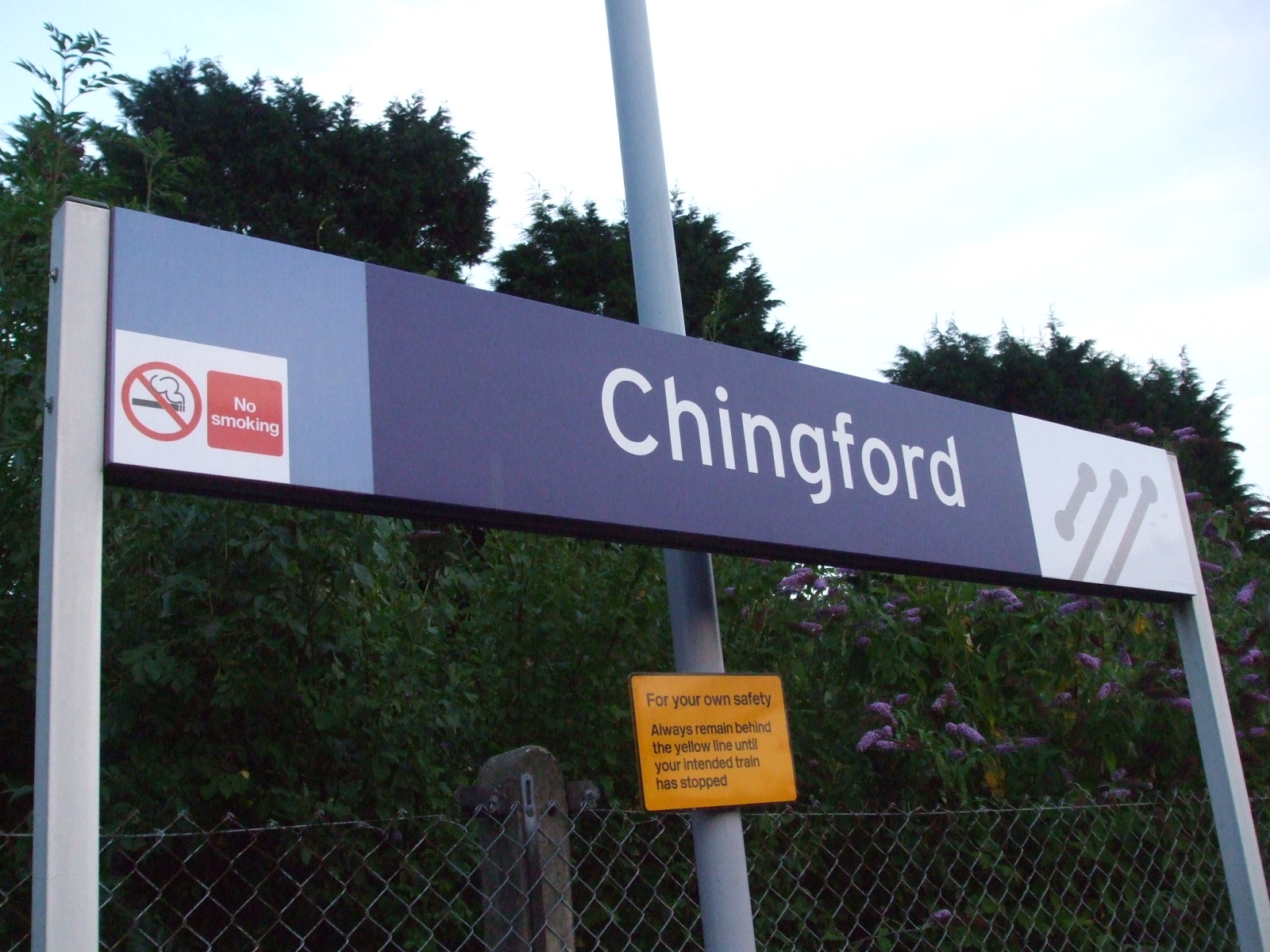
站台标志牌
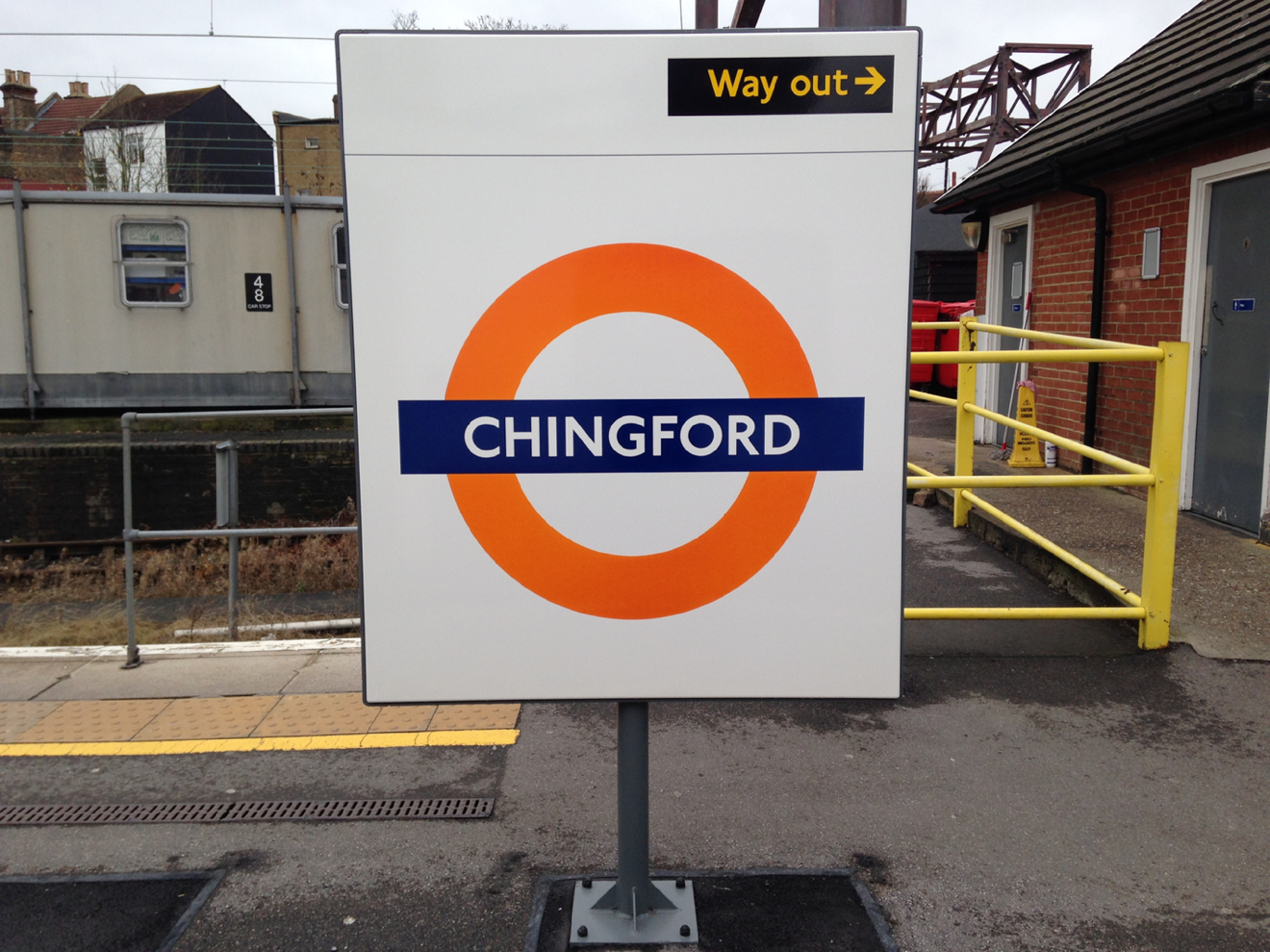
2站台的伦敦地上铁标志
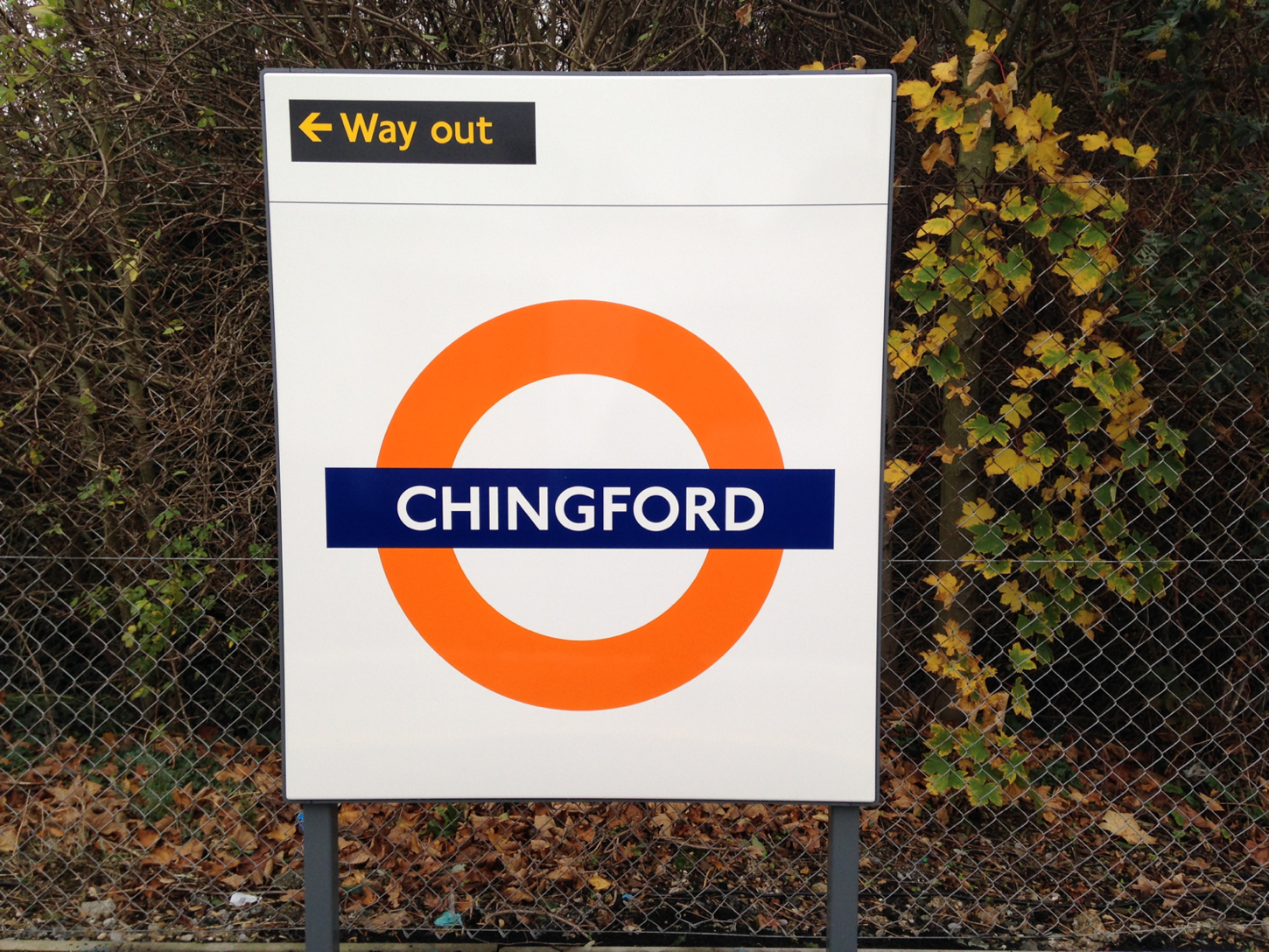
3站台的伦敦地上铁标志